# O polskiej władzy prawowitej
O polskiej władzy prawowitej – wypowiedź Cypriana Kamila Norwida z 1869 w sprawie legalnej polskiej władzy.

## O tekście
W marcu 1869 Norwid zabrał publicznie głos w sprawie legalnej władzy, która może się reprezentować sprawę polską i wypowiadać się na temat głównych problemów narodu. Norwid był gorącym entuzjastą systemu parlamentarnego, dlatego za legalne uważał trzy frakcje parlamentarne wolnymi i jawnymi głosy wybrane. Byli to żyjący jeszcze na emigracji posłowie wybrani do sejmu Królestwa Polskiego wybrani w 1831, posłowie polscy wybrani do sejmu pruskiego i posłowie polscy wybrani do krajowego sejmu galicyjskiego. Protestowi swemu nadał formę odezwy, sprzeciwiając się uroszczeniom Hotelu Lambert i obozu demokratycznego. Po czym protest swój przekazał na ręce Karola Ruprechta, który zapewnił go, ze gdy księgi grodzkie otworzą zostanie tam złożony. Norwid nie poprzestał na jednym adresacie. Przekazał swój protest dodatkowo Józefowi Bohdanowi Zaleskiemu. Ten właśnie egzemplarz tekstu zachował się. Opublikował go w 1937 Zenon Przesmycki w V tomie Wszystkich pism po dziś w całości lub fragmentach odszukanych.